# Букмекер
Букме́кер (англицизм от англ. bookmaker) — профессия профессионального спорщика, занимающегося приёмом денежных ставок на различные предстоящие события (чаще всего спортивные) с заранее оговорёнными коэффициентами, которые определяются вероятностями, а также выплатой выигрышей. Букмекеры принимают ставки при игре на скачках и бегах, на результаты различных спортивных, политических, культурных, финансовых, погодных и прочих событий. Для букмекера важно уметь хорошо прогнозировать (самостоятельно или на основании других прогнозов) предполагаемые вероятности событий, на которые принимаются ставки, и будущую популярность различных ставок среди потенциальных клиентов.

## Букмекерство в разных странах

### Германия
Закон о ставках в Германии вступил в силу 1 июля 2012 года. С тех пор все ставки на спорт (как офлайн, так и онлайн) облагаются налогом в размере 5% от суммы.

### Канада
Основным законом, регулирующим азартные игры в Канаде, является федеральный Уголовный кодекс. Статьи 201–206, включая статью 206, запрещают все виды азартных игр, ставок и лотерей на всей территории Канады, за редкими исключениями, такими как тотализаторы на скачках.

### Россия
В России тотализаторы и букмекеры появились в дореволюционное время, но почти всю советскую эпоху букмекерской деятельности в СССР практически не было. В 1980-х годах в СССР учредили спортивный тотализатор «Спортпрогноз» государственного управления лотерей, ранее занимавшегося лишь лотереями (например, лотерея «Спринт») и числовая лотерея кено под названием «Спортлото», а в начале 1990-х годов в Москве появились первые современные букмекерские конторы.
В России работают множество букмекерских контор, их деятельность регулируется федеральным законом № 244-ФЗ от 29 декабря 2006 «О государственном регулировании деятельности по организации и проведению азартных игр и о внесении изменений в некоторые законодательные акты Российской Федерации». 4 июля 2015 года депутаты в третьем чтении большинством в 289 голосов приняли законопроект № 260152-6, который вносит изменения в игорное законодательство, легализуя онлайн-букмекеров в России. 28 марта 2017 года президент России Владимир Путин подписал закон об отчислениях букмекерских контор в интересах развития спорта в размере 5 % от базы расчета целевых отчислений.
Параллельно с принятием нового законодательства была запущена работа единого регулятора азартных игр — ЕРАИ. Созданная структура функционирует вместе с проектом «Единый ЦУПИС», который является центром для учета перевода ставок букмекерских контор и тотализаторов. Каждый новый зарегистрированный пользователь должен пройти дополнительную верификацию в ЦУПИС для получения возможности делать ставки в легальных букмекерских конторах на территории РФ.

### Франция
Во Франции регулирование онлайн-ставок на спорт разделено на две части: управление по регулированию спортивных состязаний следит за онлайн-ставками на спорт, а онлайн-ставки на скачки регулируются Декретом № 2010-498 от 17 мая 2010 года. Международные букмекеры получили право выхода на французский рынок благодаря Закону № 2010-476 от 12 мая 2010 года.

## Деятельность

### Используемые бонусы
Для привлечения клиентов букмекеры используют бонусные предложения:
- бонус на первый депозит для новичков — процент от суммы депозита, начисляемый сразу после того, как новый игрок пополнит счет;
- бонус, равный сумме первой ставки;
- бонус на экспресс-ставки — процент бонуса зависит из скольких событий состоит экспресс[6];
- кэшбек — определенный процент из проигранных денежных средств, который возвращается игроку на баланс;
- кэшаут — частичный возврат средств из активной ставки, которая является проигрышной. Некоторые букмекеры предлагают кэшаут для пари, которые уже предопределены до завершения спортивного события, начисляя выигрыш по ускоренной процедуре.
- бесплатная ставка (фрибет) — это пари, которое клиент букмекера может заключить бесплатно, то есть без использования собственных средств[7].